# Вілледж-Шаєр (Пенсільванія)
Вілледж-Шаєр (англ. Village Shires) — переписна місцевість (CDP) в США, в окрузі Бакс штату Пенсільванія. Населення — 3946 осіб (2020).

## Географія
Вілледж-Шаєр розташований за координатами 40°12′0″ пн. ш. 74°58′14″ зх. д. / 40.20000° пн. ш. 74.97056° зх. д. (40.200079, -74.970636).  За даними Бюро перепису населення США в 2010 році переписна місцевість мала площу 3,11 км², з яких 3,11 км² — суходіл та 0,00 км² — водойми.

## Демографія
Згідно з переписом 2010 року, у переписній місцевості мешкало 3949 осіб у 1748 домогосподарствах у складі 1004 родин. Густота населення становила 1271 особа/км².  Було 1867 помешкань (601/км²).
Расовий склад населення:
| - 95,7 % — білих - 2,4 % — азіатів - 1,0 % — чорних або афроамериканців - 0,1 % — корінних американців |

До двох чи більше рас належало 0,8 %. Частка іспаномовних становила 1,2 % від усіх жителів.
За віковим діапазоном населення розподілялося таким чином: 19,5 % — особи молодші 18 років, 57,2 % — особи у віці 18—64 років, 23,3 % — особи у віці 65 років та старші. Медіана віку мешканця становила 45,6 року. На 100 осіб жіночої статі у переписній місцевості припадало 81,1 чоловіків;  на 100 жінок у віці від 18 років та старших — 76,5 чоловіків також старших 18 років.
Середній дохід на одне домашнє господарство  становив 88 842 долари США (медіана — 73 036), а середній дохід на одну сім'ю — 116 360 доларів (медіана — 102 917). Медіана доходів становила 89 167 доларів для чоловіків та 47 333 долари для жінок. За межею бідності перебувало 5,7 % осіб, у тому числі 3,7 % дітей у віці до 18 років та 6,0 % осіб у віці 65 років та старших.
Цивільне працевлаштоване населення становило 1834 особи. Основні галузі зайнятості: освіта, охорона здоров'я та соціальна допомога — 32,3 %, науковці, спеціалісти, менеджери — 11,6 %, роздрібна торгівля — 11,2 %.